# Taipan
Der Taipan (Oxyuranus scutellatus), auch Östlicher Taipan oder Küstentaipan genannt, ist eine Schlangenart aus der Familie der Giftnattern. Mit zwei weiteren Arten bildet er die Gattung der Taipane. Sein Verbreitungsgebiet umfasst niederschlagsreiche Küstenwälder Australiens und Papua-Neuguineas.

## Beschreibung

### Körperbau
Der Taipan ist die größte Giftnatter Australiens. Die Kopf-Rumpf-Länge adulter Individuen aus Australien beträgt bei Männchen 78–226 cm, bei Weibchen 101–193 cm, der Schwanz erreicht 19–20 % der Kopf-Rumpf-Länge. Die Tiere sind schlank gebaut, der Kopf ist groß, rechteckig und deutlich vom relativ schlanken Hals abgesetzt. Der Canthus ist scharfkantig ausgebildet. Die Geschlechter unterscheiden sich hinsichtlich Größe und Färbung nicht.

### Beschuppung
Wie alle Giftnattern hat auch der Taipan auf dem Oberkopf neun große, symmetrische Schilde. Die Präfrontalia sind sehr groß. Das Frontale hat gerade Seiten und ist etwa zweieinhalb mal so lang wie breit. Das Nasale ist ungeteilt. Die Tiere haben zwei primäre und zwei oder drei sekundäre Temporalia, Subocularia fehlen. Sie haben sechs Supralabialia und sieben Infralabiala. Die Rückenschuppen sind glatt oder leicht gekielt. Die Tiere haben 21–23 dorsale Schuppenreihen in der Körpermitte. Die Anzahl der Bauchschuppen (Ventralschilde) variiert zwischen 220 und 250, die Zahl der geteilten Subcaudalia zwischen 45 und 80. Der Analschild ist ungeteilt.

### Färbung
Die Grundfarbe der Oberseite ist variabel hellbraun, dunkelbraun, rotbraun, kupferrot oder oliv. Tiere der Nominatform zeigen auf dieser Grundfarbe keine Zeichnung. Der Kopf ist deutlich aufgehellt. Die Unterseite ist weißlich.

## Verbreitung und Lebensraum

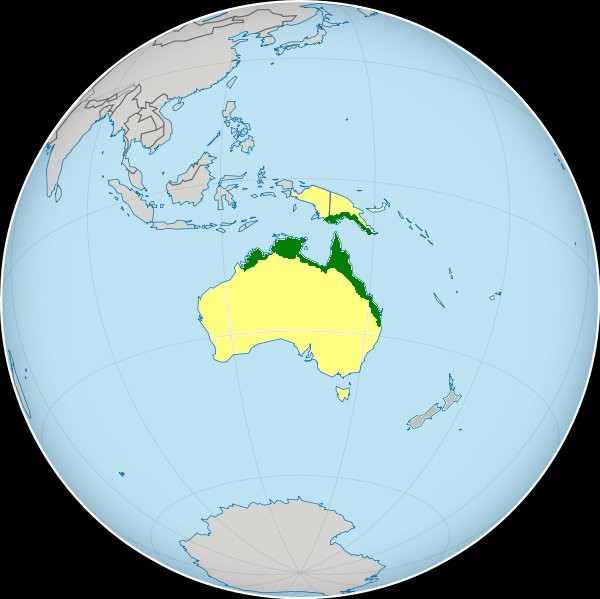
Lebensraum des Taipans

Das Verbreitungsgebiet des Taipans umfasst küstennahe Regionen von Ost- bis Nordaustralien sowie im Süden Papua-Neuguineas. Die Art bewohnt dort tropische Savannen und Wälder mit Jahresniederschlägen über 800 mm.

## Systematik
Neben der Nominatform wird noch eine Unterart anerkannt:
- Oxyuranus s. scutellatus; Australien
- Oxyuranus s. canni; Papua-Neuguinea; Schuppen der Oberseite im vorderen Bereich gekielt; meist mit einem diffusen orange- oder rosafarbenem Längsstreifen in der Rückenmitte, der durch entsprechend gefärbte Hautbereiche zwischen den Schuppen entsteht.[1]

## Lebensweise und Ernährung
Der Taipan ist überwiegend tagaktiv und bodenbewohnend. Die Tiere ernähren sich, wie wohl alle Arten der Gattung, ausschließlich von gleichwarmen Tieren. Bei Magenuntersuchungen wurden bisher fast ausschließlich Säugetiere als Beute nachgewiesen, nur einmal ein Vogel. Das Spektrum der erbeuteten Säuger ist sehr breit und umfasst sowohl kleine Beuteltiere als auch Nagetiere bis zur Größe von Ratten. Auch junge Individuen fressen offenbar nur gleichwarme Tiere, in Gefangenschaft wurden Reptilien und Amphibien nicht beachtet. Die Beute wird aktiv gesucht, der Taipan nutzt hierzu seinen Geruchs- und den offenbar gut ausgebildeten Sehsinn. Die Beute wird blitzschnell gebissen und sofort wieder losgelassen. Dies gilt zusammen mit dem extrem wirksamen Gift als Anpassung an die teilweise sehr wehrhafte Beute (Rattenarten mit scharfen Schneidezähnen), die anderenfalls die Schlange gefährden könnte. Die Beute wird verzehrt, wenn sie tot oder bewegungsunfähig ist.

## Fortpflanzung
Der Taipan ist eierlegend. Weibchen mit Eiern im Körper wurden von August bis November gefunden, die Eiablage findet von September bis März statt. Die Gelege umfassen nach Freiland- und Haltungsbeobachtungen 7 bis 17 Eier. In Gefangenschaft schlüpfen die Jungschlangen nach 64–69 Tagen, sie haben beim Schlupf Kopf-Rumpf-Längen von 30–33 cm.

## Verhalten gegenüber Menschen
Der Taipan ist sehr scheu und weicht Menschen aufgrund seines sehr guten Geruchssinnes frühzeitig aus. Die Tiere beißen nur, wenn sie plötzlich konfrontiert werden oder sich in die Enge getrieben fühlen. In diesen Fällen wehren sich die Tiere vehement und beißen oft mehrfach zu.

## Gift

### Wirkung
Das Gift Taipoxin besteht aus mehreren Komponenten, vor allem aus einem oder mehreren Nervengiften und einem oder mehreren Mitteln zur Hemmung der Blutgerinnung. Das Neurotoxin blockiert präsynaptisch die Signalübertragung auf die Muskulatur und verursacht so Lähmungen. Die durchschnittliche Giftmenge je Biss wird mit 120 mg Trockengewicht angegeben. Das Gift des Taipans ist extrem wirksam, der LD50-Wert bei Mäusen liegt bei 0,064 mg/kg.
Aufgrund der großen Giftmenge und der hohen Toxizität verläuft der Biss beim Menschen unbehandelt meist tödlich. Der Biss wird oft nicht bemerkt, lokale Symptome im Bereich der Bissstelle fehlen häufig. Typische Symptome eines Bisses sind anfangs Übelkeit und Erbrechen, danach kommt es zu fortschreitenden Lähmungen der Muskulatur bis hin zum ohne Behandlung tödlichen Atemstillstand sowie zu Blutgerinnungsstörungen. Bei einem durch einen Taipan offenbar mehrfach gebissenen 4-jährigen Kind trat der Tod etwa eine Stunde nach den Bissen ein. Bei einem 39-jährigen Mann trat etwa 7–10 Stunden nach dem Biss ein Atemstillstand ein, der Mann wurde 19 Tage lang künstlich beatmet und konnte nach 27 Tagen entlassen werden.

### Epidemiologie
Der Taipan wird trotz seiner hohen Toxizität aufgrund seiner Scheu als medizinisch kaum relevant beschrieben, Bissunfälle treten sehr selten auf.